# Mesochorus parvioculatus
Mesochorus parvioculatus är en stekelart som beskrevs av Schwenke 1999. Mesochorus parvioculatus ingår i släktet Mesochorus och familjen brokparasitsteklar. Inga underarter finns listade i Catalogue of Life.